# Міщенко Микола Васильович
Микола Васильович Міщенко (1934 — ?) — український радянський діяч, наладчик Харківського моторобудівного заводу «Серп і Молот». Депутат Верховної Ради УРСР 9—10-го скликань. Заступник голови Верховної Ради УРСР 9—10-го скликань.

## Біографія
Освіта середня спеціальна. У 1950 році закінчив ремісниче училище.
З 1950 року — токар Харківського заводу «Теплоавтомат». Служив у Радянській армії.
З 1953 року — токар, наладчик автоматичних ліній Харківського моторобудівного заводу «Серп і Молот».

## Нагороди
- ордени
- медалі
- Почесна грамота Президії Верховної Ради Української РСР (9.08.1984)